# Platysenta beata
Platysenta beata är en fjärilsart som beskrevs av Otto Staudinger 1895. Platysenta beata ingår i släktet Platysenta och familjen nattflyn. Inga underarter finns listade i Catalogue of Life.